# Nouvelles Questions féministes
 (juillet 2023).
Si vous disposez d'ouvrages ou d'articles de référence ou si vous connaissez des sites web de qualité traitant du thème abordé ici, merci de compléter l'article en donnant les références utiles à sa vérifiabilité et en les liant à la section « Notes et références ».
Nouvelles Questions féministes (NQF), est une revue francophone internationale fondée en 1981, qui vise à développer et diffuser les réflexions théoriques et politiques qui découlent des mouvements et actions féministes (ou études de genre).

## Historique
Lancée en 1981 par un groupe de femmes féministes présidé par Simone de Beauvoir, Christine Delphy, Claude Hennequin et Emmanuèle de Lesseps, la revue Nouvelles Questions Féministes prend la suite de la revue Questions féministes, fondée en 1977 dans le sillage du Mouvement de libération des femmes. Cette première revue s'est auto-dissoute en 1980 après des désaccords internes au sujet de l'hétérosexualité et du féminisme. Le comité de rédaction de la nouvelle revue exclut les lesbiennes politiques radicales comme Monique Wittig, qui se retrouvent au sein de la revue américaine  Feminist Issues. 
À partir de 2001, la revue a un comité de rédaction franco-suisse dirigé par Patricia Roux et Christine Delphy. Le comité est actuellement composé de plus de 20 chercheuses et enseignantes, [et il] se veut le carrefour d’expériences multiples : par les formes d'engagement et les ancrages disciplinaires de ses membres (anthropologie, droit, géographie, histoire, linguistique, littérature, philosophie, science politique, sociologie), par sa composante intergénérationnelle et par la diversité des formes d’engagement de ses membres. 
Depuis 2015, Nouvelles Questions Féministes s’est dotée d’une structure associative pour marquer son indépendance vis-à-vis des établissements universitaires qui l’hébergent. Actuellement, l'association est composée des membres du comité de rédaction ; mais en adoptant le nom « Les Amies de la revue NQF », elle se garde la possibilité d’élargir son cercle à plus long terme. L’acquisition d’un statut associatif a notamment permis à la revue d’avoir une comptabilité indépendante des institutions qui l’accueillent.
Depuis août 2018, la revue est hébergée par la Haute école de travail social et de la santé de Lausanne, au sein du Réseau Genre et Travail social (GETS). Durant les dix-sept années précédentes, la revue était basée au LIEGE (Laboratoire interuniversitaire en Études Genre), puis au CEG (Centre en Études Genre) de l'université de Lausanne. Nouvelles Questions féministes est publiée avec le soutien financier de ces deux hautes écoles. Elle a aussi bénéficié du soutien du programme de la Conférence universitaire suisse en études genre pendant plusieurs années.

## Archives
La bibliothèque Marguerite-Durand (13e arrondissement de Paris) conserve l'intégralité des collections de la revue.

#### Essais en langue étrangère
- (en) Andrea Dworkin, Intercourse, Free Press, 1987, 257 p. (ISBN 978-0465017522)

- (en) John Stoltenberg, Refusing to be a man : Essays on sex and justice, Breitenbush Books, 1989, 225 p. (ISBN 978-0932576736)

- (en) Christine Delphy et Diana Leonard, Familiar Exploitation : A New Analysis of Marriage in Contemporary Western Societies, Polity Press, 1992, 312 p. (ISBN 978-0745609850)

- (it) Patrizia Romito, Un silenzio assordante : La violenza occultata su donne e minori, Franco Angeli, 2005, 208 p. (ISBN 978-8846468130)

#### Essais en langue française
- Christine Delphy et Sylvie Chaperon, Cinquantenaire du Deuxième sexe, Syllepse, 2002, 528 p. (ISBN 978-2913165618)
- Catherine Deudon, Un mouvement à soi, 1970-2001 : Une histoire en 150 photos, Syllepse, 2003, 213 p. (ISBN 978-2847970173)
- Efi Avdela (préf. Michelle Perrot), Le genre entre classe et nation : Essai d'historiographie grecque, 2006, 206 p. (ISBN 978-2849500453)
- Christine Delphy, Un universalisme si particulier : Féminisme et exception française, Syllepse, 2010, 348 p. (ISBN 978-2849502648)
- Christine Delphy, Un troussage de domestique, Syllepse, 2011, 184 p. (ISBN 978-2849503287)
- Irène Jonas, Moi Tarzan, toi Jane : Critique de la réhabilitation "scientifique" de la différence hommes/femme, Syllepse, 2011, 160 p. (ISBN 978-2849503140)
- Christine Delphy, L'ennemi principal : Économie politique du patriarcat (Tome 1), Syllepse, 2013, 262 p. (ISBN 978-2849503942)
- Christine Delphy, L'ennemi principal : Penser le genre (Tome 2), Syllepse, 2013, 366 p. (ISBN 978-2849503959)
- Christine Delphy, Pour une théorie générale de l'exploitation : Pour une théorie générale de l'exploitation, Syllepse, 2015, 120 p. (ISBN 978-2849504598)
- Claudine Legardinier, Prostitution : Une guerre contre les femmes, Syllepse, 2015, 200 p. (ISBN 978-2849504697)
- Michaël Lessard et Suzanne Zaccour, Manuel de grammaire non sexiste et inclusive : Le masculin de l'emporte plus!, Syllepse, 2018, 192 p. (ISBN 978-2849506516)
- Sandrine Ricci (préf. Christine Delphy), Avant de tuer les femmes, vous devez les violer ! : Rwanda : rapports de sexe et génocide des Tutsi, Syllepse, 2019, 224 p. (ISBN 978-2849507797)